# Сан-Ісідро (округ)
Округ Сан-Ісідро (ісп. San Isidro) — адміністративно-територіальна одиниця 2-ого рівня у провінції Буенос-Айрес в центральній Аргентині. Адміністративний центр округу — Сан-Ісідро (ісп. San Isidro).
Населення округу становить 292878 осіб (2010). Площа — 51 кв. км.

## Історія
Округ заснований у 1778 році.

## Населення
У 2010 році населення становило 292878 осіб. З них чоловіків — 138407, жінок — 154471.

## Політика
Округ належить до 1-ого виборчого сектору провінції Буенос-Айрес.